# Prem
Prem je naselje u slovenskoj Općini Ilirskoj Bistrici. Prem se nalazi u pokrajini Notranjskoj i statističkoj regiji Notranjsko-kraškoj. 

## Stanovništvo
Prema popisu stanovništva iz 2002. godine naselje je imalo 184 stanovnika.